# Mardaani
Mardaani (Hindi:मर्दानी, übersetzt: Männlichkeit; wie ein Mann) ist ein Hindi-Film von Pradeep Sarkar aus dem Jahr 2014 mit Rani Mukerji in der Hauptrolle. Der Film ist von Aditya Chopra produziert worden, unter dem Yash Raj Films Banner.
Der Film erzählt die Geschichte einer Polizistin, deren Interesse an dem Fall eines entführten Teenager-Mädchen, sie zu unaufgedeckten Geheimnissen des Menschenhandels von der indischen Mafia führt.
Für die Rolle lernte Rani Mukerji Krav Maga eine israelische Verteidigungstaktik. Laut einiger Medien, hat Mardaani große Ähnlichkeiten mit Pierre Morels 96 Hours.

## Handlung
Die furchtlose Polizistin Shivani Shivaji Roy ist Oberinspektorin in der kriminellen Branche. Sie lebt mit ihrem Mann Dr. Bikram Roy und ihrer Nichte Meera in Mumbai. Shivani übernimmt einen Fall, der ihr Leben verändert. Eine Jugendliche, Pyaari, die wie eine Tochter für sie ist, wird von der Schwarzhandelmafia gekidnappt und außerhalb Mumbais geschmuggelt. Shivani nimmt die Spur des Mafia-Bosses Walt erfolgreich auf. Walt kriegt mit, dass Shivani ihm auf der Spur ist und ruft sie auf einem Handy an, das er ihr in einer Box geschickt hat. Er möchte von ihr wissen, warum sie ihn jagt. Sie erzählt ihm von ihrem Anliegen und bittet Walt Pyaari frei zulassen. Es ist für ihn jedoch nicht mehr möglich das zu tun, weil das Mädchen schon zu viel gesehen hat. Shivani droht Walt und sagt ihm, dass sie ihn in 30 Tagen fassen wird. Walt gefällt das ganz und gar nicht, deshalb versucht er Shivani davon abzubringen, indem er Pyaaris kleinen Finger auf brutale Weise abschneidet und ihn Shivani per Post schickt. Als Shivani die Verfolgung trotzdem weiterführt, demütigen Männer, die von Walt aufgetragen worden sind, Shivanis Ehemann Dr. Bikram Roy in der Öffentlichkeit. Ihm wird vorgeworfen seine Patienten missbraucht zu haben. Bikrams Gesicht wird draußen vor seiner Haustür mit Dreck beschmutzt. Shivani, die sich nach der Ermittlung schlafen legte, wacht durch den Krach auf und eilt nach unten, um nachzusehen, was vor sich geht. Als sie sieht, dass Bikram hilflos im Mittelpunkt steht, schaut Shivani ihn verzweifelt an, weil sie weiß, dass Walt Shivani durch Bikram drohen möchte. Während Shivani im Stau fest steckt, kommen zwei auffällige Männer auf sie zu. Sie erkennt die Gefahr und flüchtet in der letzten Sekunde, indem sie auf einen vorbeifahrenden Bus springt.
Shivani verhört verschiedene Männer, die über das Verschwinden einiger Mädchen etwas wissen könnten. Sie kriegt einen heißen Tipp und gelangt zu Karans Haus. Sie macht sich verdeckt auf den Weg zu seinem Haus. Karans Mutter öffnet ihr die Tür und lässt sie ein. Beide Frauen sprechen miteinander und trinken Tee. Plötzlich fällt Shivani in Ohnmacht. Karans Mutter hat ihr etwas in ihr Tee gemischt. Als Shivani wieder zu sich kommt, liegt sie mit hinter ihrem Rücken gefesselten Händen auf dem Boden und vor ihr ist Karan alias Walt. Er erzählt ihr, dass das, was er macht, seine Arbeit ist und er es nicht mag, wenn man ihn bei seiner Arbeit hindert. Er eskortiert Shivani außerhalb Mumbais zu dem Ort, wo sich die anderen entführten Mädchen befinden.
Die entführten Mädchen werden als Prostituierte in einem Nacht Club missbraucht. Unter schlechten Umständen werden sie in einer Gruppe mit Mädchen zwischen 12 und 15 Jahren festgehalten und von einer Frau beaufsichtigt. Die Teenager können sich entweder für den Tod oder für ein Leben in kurzen Kleidern mit Partys entscheiden. Shivani wird in einer Garderobe untergebracht, in der die Mädchen gerade für ihre Arbeit vorbereitet werden. Die Mädchen werden hinausgeschickt; erst dann wird der Sack, in dem Shivani eskortiert wurde, geöffnet. Pyaari ist skeptisch gewesen, als sie den Sack gesehen hatte und kehrt zurück. Shivani fleht, damit sie Pyaari umarmen kann. Sie gibt ihr Einverständnis, als eine Prostituierte zu arbeiten, wenn sie Pyaari nichts mehr antun. Sofort springt Pyaari in Shivanis Arme. Nach einer kurzen Zeit wird Shivani an den Armen und Beinen gefesselt und für ihren ersten Kunden fertig gemacht, den Minister. Shivani fragt, ob er vorhabe sie zu vergewaltigen. Er antwortet daraufhin, dass sie sich wehren solle, denn erst dann werde für ihn der Spaß beginnen. Plötzlich sticht Shivani mit einem Messer in seine Hand und entfesselt sich. Sie führt den Minister in den Club und droht ihn dort umzubringen. Walt kann es sich nicht leisten, dass der Minister in seinem Club ermordet wird, deshalb geht er auf Shivanis Forderungen ein, die Mädchen freizulassen. Walt soll sie und die Mädchen in einen Raum führen. Sie erzählt ihm, dass sie auf diese Situation vorbereitet war und alles durchdacht gewesen ist. Walt sollte Shivani zu den Mädchen führen. Sie plante alles von vornherein. Einige Tage bevor sie an Karans Tür klopfte, spionierte sie ihm nach. An dem Gebetsruf im Hintergrund des Telefonats, bemerkte sie, dass der Anruf in der Nähe des Hauses betätigt worden ist. Walt will Shivani töten. Shivani fordert ihn zu einem Duell auf, ohne Waffen. Nach einem ausgiebigen Kampf liegt Walt am Boden. Die entführten Mädchen, die das ganze Geschehen im Hintergrund beobachtet haben, treten alle aus Wut auf ihn ein, bis er stirbt.

## Musik
Obwohl es eigentlich für Bollywoodfilme üblich ist, dass mehrere Lieder für einen Film komponiert werden, ist dies in Mardaani nicht der Fall. Die indische Nationalhymne wurde mit Polizistinnen und jungen Mädchen, darunter auch Rani Mukerji mit ihrer Nichte, visualisiert. Mardaani Anthem ist das einzige Lied, das während des Filmes gespielt wird.
| # | Titel             | Sänger          | Länge |
| - | ----------------- | --------------- | ----- |
| 1 | „Mardaani Anthem“ | Sunidhi Chauhan | 05:04 |

## Auszeichnungen
Die Hauptdarstellerin Rani Mukerji bekam in der Kategorie Bester Action Film 2014 den Stardust Award.